# Кривенко Вадим Валерійович
Вадим Валерійович Кривенко (нар. 8 вересня 1968, Київ) — український політик. Член партії «Народний фронт».

## Біографія
Закінчив Київський політехнічний інститут, інженер-системотехнік.
Заступник генерального директора ТОВ «Зоряне». Депутат Житомирської обласної ради, член постійної комісії з питань соціально-економічного розвитку регіону, інвестиційної діяльності та середнього і малого бізнесу, фракція ВО «Батьківщина».
Народний депутат України 8-го скликання. Член Комітету Верховної Ради з питань економічної політики.
Кандидат у народні депутати від партії «Українська Стратегія Гройсмана» на парламентських виборах 2019 року, № 26 у списку.